# Ettore Manni
Ettore Manni (* 6. Mai 1927 in Rom; † 27. Juli 1979 ebenda) war ein italienischer Filmschauspieler.

## Leben
Manni brach ein Studium der Architektur (nach ebenfalls nie beendeten Medizin- und Rechtswissenschaftsstudien) ab, um in Luigi Comencinis Film Mädchenhandel (La tratta delle bianche) eine Rolle zu übernehmen und entwickelte sich dank seiner Präsenz, seines Aussehens und seiner darstellerischen Fähigkeiten zu einer großen Hoffnung des italienischen Kinos. Er spielte unter anderem an der Seite von Sophia Loren und Jeanne Moreau. Nach Komödien und sentimentalen Dramen war er in späteren Jahren in zahlreichen Historienfilmen (mehrmals verkörperte er Mark Anton) und Italowestern zu sehen, wobei er sein künstlerisches Niveau nicht immer halten konnte und ab den 1960er Jahren auch in obskureren Produktionen zu sehen war. Zuweilen trat er unter einem Pseudonym, Red Carter oder Arturo Manny, auf. Dennoch spielte er im Laufe seiner Karriere auch immer wieder unter bedeutenden Regisseuren, darunter Michelangelo Antonioni, Tony Richardson und Damiano Damiani.
Als seine Karriere Mitte der 1970er Jahre nach einer künstlerischen Flaute wieder bessere Rollen für ihn bereithielt, zog sich Manni bei den Dreharbeiten zu Fellinis Stadt der Frauen, La città delle donne (1980), einen Schuss in die Leistengegend zu und verblutete. Sein Tod blieb rätselhaft, da nie geklärt werden konnte, ob es sich um einen Unfall oder Selbstmord handelte. In Fellinis Requisite befanden sich während der Dreharbeiten mehrere Schusswaffen, Manni spielte „Dr. Xavier Katzone“, einen Frauenheld und Waffennarr. Nach dem Tod seiner Ehefrau, Krista Nell (1946–1975), hatte Manni unter Depressionen gelitten.

## Filmografie (Auswahl)
- 1952: Die drei Korsaren (I tre corsari)
- 1953: Mädchenhandel (La tratta delle bianche)
- 1953: Das Schiff der verlorenen Frauen (La nave delle donne maledette)
- 1953: Sizilianische Leidenschaft (Cavalleria rusticana)
- 1953: Die Wölfin von Kalabrien (La lupa)
- 1954: Attila, die Geißel Gottes (Attila, flagello di dio)
- 1954: El Alamein (Divisione folgore)
- 1954: Torpedomänner greifen an (Siluri umani)
- 1954: Zwei Nächte mit Kleopatra (Due notti con Cleopatra)
- 1955: Der Fischer der goldenen Insel (Agguato sul mare (Glauco e Scilla))
- 1955: Die Freundinnen (Le Amiche)
- 1957: Ich laß mich nicht verführen (Poveri ma belli)
- 1958: Aufstand der Gladiatoren (La rivolta dei gladiatori)
- 1958: Dieb hin, Dieb her (Ladro lui, ladra lei)
- 1958: Der Korsar von Monte Forte (Il pirata dello sparviero nero)
- 1959: Die Legionen des Cäsaren (Le legioni di Cleopatra)
- 1960: Austerlitz – Glanz einer Kaiserkrone (Austerlitz)
- 1960: Der Fluch des Pharao (Il sepolcro dei re)
- 1960: Die Sklaven Roms (La rivolta degli schiavi)
- 1961: Blumen für die Angeklagte (A porte chiuse)
- 1961: Herkules erobert Atlantis (Ercole alla conquista di Atlantide)
- 1961: Die Horden des Khan (Ursus e la ragazza tartata)
- 1961: Die Jungfrauen von Rom (Le vergini di Roma)
- 1962: Alarm auf der Valiant (The Valiant)
- 1962: Herr der Wüste (Lo sceicco rosso)
- 1962: Die Normannen (I normanni)
- 1963: Don Ramiro hat verspielt (Golia e il cavaliere mascherato)
- 1963: Das Gold des Cäsaren (Oro per i cesari)
- 1963: Das Mädchen La Pupa (La pupa)
- 1964: Die Giganten von Rom (I giganti di Roma)
- 1964: Mord am Canale Grande (Voir Vénise et crever)
- 1964: Ursus und die Sklavin des Teufels (Ursus il terrore dei Kirghisi)
- 1965: Kampf in der Villa Fiorita (The Battle of the Villa Fiorita)
- 1966: Ringo mit den goldenen Pistolen (Johnny Oro)
- 1966: Mademoiselle (Mademoiselle)
- 1967: 7 Mann und ein Luder (7 hommes et une garce)
- 1967: Unbezähmbare Angélique (Indomptable Angélique)
- 1967: Western Jack (Un uomo, un cavallo, una pistola)
- 1968: Angélique und der Sultan (Angélique et le sultan)
- 1968: Bekreuzige Dich, Fremder (Straniero… fatti il segno della Croce!)
- 1968: Ed ora… raccomanda l’anima a Dio!
- 1968: Den Geiern zum Fraß (All'ultimo sangue)
- 1968: Königstiger vor El Alamein (La battaglia di El Alamein)
- 1969: Sartana – Töten war sein täglich Brot (Sono Sartana, il vostro becchino)
- 1969: Die Schamlosen (Les Libertines)
- 1970: Django und Sartana kommen (Arrivano Django e Sartana… è la fine!)
- 1970: In der Glut des Mittags (La salamandra del deserto)
- 1970: Tote werfen keine Schatten (Inginocchiati straniero… i cadaveri non fanno ombra!)
- 1973: Colorado – Zwei Halunken im Goldrausch (Amico mio, frega tu… che frego io!)
- 1973: Tödlicher Haß (Tony Arzenta (Big Guns))
- 1973: Wilde Pferde (Valdez il mezzosangue)
- 1974: Die Affäre Murri (Fatti di gente perbene)
- 1974: Die Sünden der Lucrezia Borgia (Lucrezia giovane)
- 1974: Wild Dogs (Cani Arrabbiati)
- 1975: Ein göttliches Geschöpf (Divina creatura)
- 1976: Abrechnung in San Franzisko (Gli esecutori)
- 1976: Blutiger Schweiß (Poliziotti violenti)
- 1976: Tote pflastern seinen Weg (Pronto ad uccidere)
- 1978: Kommissar Mariani – Zum Tode verurteilt (Il commissario di ferro)
- 1978: Silbersattel (Sella d'argento)
- 1979: Der eingebildete Kranke (Il malato immaginario)
- 1979: Ein Mann auf den Knien (Un uomo in ginocchio)
- 1979: Der tödliche Kreis (Circuito chiuso)
- 1980: Fellinis Stadt der Frauen (La città delle donne)